# Rufin Grijp
Rufin Grijp, né le 5 décembre 1938 à Audenaerde et décédé le 16 février 2006 à Anderlecht, est un homme politique belge néerlandophone, membre du SP.
Rufin Grijp est le fils de Germain Grijp et de Marie Goessaert. Il passe son enfance à Sint-Maria-Latem, dont son père était maire depuis 1946.
Il fut docteur en droit (VUB);
coordinateur de la politique sociale nationale à la FGTB de 1965 à 1972; 
chef de cabinet de Roger De Wulf, de 1977 à 1981 et depuis le 18 octobre 1988 au ministère communautaire flamand de l'Emploi; 
administrateur général à la Communauté flamande depuis 1981, au département de l'économie et de l'emploi depuis 1983. 
Grijp a étudié les sciences humaines latino-grecques à l'Athénée de Koekelberg et a obtenu son doctorat en droit à la VUB . Après ses études, il a travaillé plusieurs mois au sein de la compagnie d'assurance Prévoyance Sociale.
Avant son passage au gouvernement régional, il avait été échevin à Anderlecht, de 1977 à 1989. 
Grâce à son mandat au Conseil de Bruxelles-Capitale, il a siégé au Parlement flamand pendant quelques jours en juin 1995, jusqu'à ce qu'il prête serment comme ministre bruxellois le 23 juin 1995 et que Michiel Vandenbussche lui succède. Le 6 juillet 1999 également, il prête serment au Parlement flamand en tant que l'un des six premiers membres élus du groupe néerlandophone du Conseil de Bruxelles-Capitale. Il est resté représentant flamand jusqu'en juin 2003, après quoi Anne Van Asbroeck lui a succédé au Parlement flamand.

## Carrière politique
- 1976-1989 : échevin à Anderlecht;
- 1989-1995 : ministre bruxellois de l'Économie, du Commerce extérieur et de la recherche scientifique, la Communauté flamande chargé de l'éducation;
- 1995-1999 : ministre bruxellois de la Fonction publique, services médicaux d'urgence et du Commerce extérieur, dans la Commission communautaire flamande chargé de l'éducation;
- 1999-2003 : membre bruxellois du parlement flamand, membre du Conseil de la Communauté flamande
- 2001-2006 : président du CPAS d'Anderlecht